# Charles Edwin Ruttan
Charles Edwin Ruttan (Ottawa, Canadá, 21 de Agosto de 1884 — Los Angeles, Califórnia, 6 de Novembro de 1939) foi um pintor norte-americano de origem canadiana que se destacou na pintura de paisagens. Fixou-se em Los Angeles no ano de 1919, dedicando-se a tempo inteiro à pintura.